# José Maria Pereira Neves
José Maria Pereira Neves (IPA: [ʒuˈzɛ mɐˈɾiɐ pɨˈɾejɾɐ ˈnɛvɨʃ]) (Santa Catarina, 28 maart 1960) is een Kaapverdisch politicus. Sinds november 2021 is hij de president van Kaapverdië. Eerder was hij tussen 2001 en 2016 premier van zijn land.

## Biografie
José Maria Neves is sinds 1989 lid van de Partido Africano da Independência de Cabo Verde (PAICV). Hij streed in 1997 mee om partijleider te worden, maar verloor de verkiezing van Pedro Pires. Toen Pires in 2000 terugtrad, werd Neves alsnog tot partijleider benoemd. Tussen 2000 en 2001 was hij tevens burgemeester van zijn geboorteplaats Santa Catarina.
Bij de parlementsverkiezingen van januari 2001 werd Neves verkozen tot premier van Kaapverdië, een functie die hij vervolgens ruim vijftien jaar zou bekleden. Hij werd herkozen in 2006 en 2011 en diende onder de presidenten António Mascarenhas Monteiro (2001), Pedro Pires (2001–2011) en Jorge Carlos Fonseca (2011–2016). Neves was de eerste premier van het land die zijn academische vorming genoot in Brazilië. Na de parlementsverkiezingen van 2016, waaraan hij zelf niet deelnam, werd Neves als premier opgevolgd door Ulisses Correia e Silva van de MpD.
In 2021 stelde Neves zich verkiesbaar bij de Kaapverdische presidentsverkiezingen. Hij nam het daarin op tegen Carlos Veiga, eveneens een voormalig premier. De verkiezingen, die op 17 oktober plaatsvonden, vielen uit in het voordeel van Neves: al in de eerste ronde veroverde hij met 51,7% van de stemmen een absolute meerderheid. Hij werd op 9 november 2021 als president beëdigd.

## Politieke loopbaan
- Vice-voorzitter van de Nationale Assemblee (1996–2000)
- Burgemeester van Santa Catarina (2000–2001)
- Premier (2001–2016)
- Minister van Financiën, Ruimtelijke Ordening en Regionale Ontwikkeling (2003–2004)
- Minister van Defensie
- President (sinds 2021)